# اوهان دمیرچیان

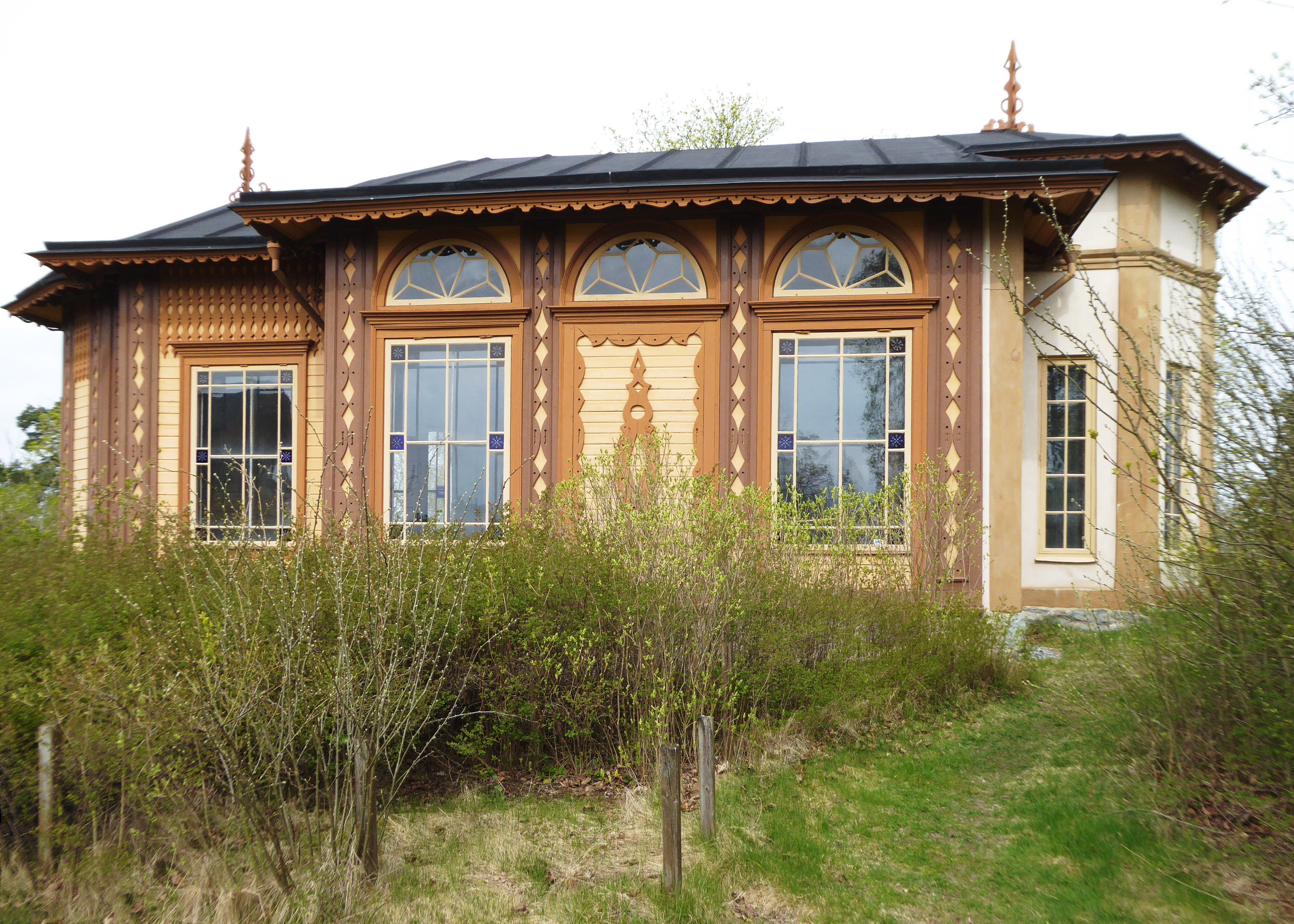
کلیسای کوچک (چاپل) ارمنی (Armeniska kapellet) بناشده در سوئد توسط اوهان دمیرچیان

اوهان دمیرچیان (ارمنی: Օհան Դեմիրճյան؛ زادهٔ ۱۴ ژانویهٔ ۱۸۳۷ - درگذشته ۱۸۷۵) یک دیپلمات اهل ارمنستان-مصر بود. در ۱۴ ژانویهٔ ۱۸۳۷ در به دنیا آمد. وی پسر استپان-بک وزیرامور خارجه مصر بود. دمیرچیان از سال ۱۸۴۴ تا ۱۸۵۳ میلادی در فرانسه به‌سر می‌برد و در کالج ستانیسلاس دو پاریس و ورسای تحصیل نمود. وی در سال ۱۸۷۵ در ۳۸ سالگی در یک بیمارستان روانی در مارسی فرانسه درگذشت.